# Warnant
Warnant (Waals: Warnin) is een plaats in de Belgische provincie Namen en een deelgemeente van Anhée. Tot 1 januari 1965 was het een zelfstandige gemeente.

## Demografische ontwikkeling
- Bronnen:NIS, Opm:1831 tot en met 1961=volkstellingen

## Bezienswaardigheden
- De Église Sainte-Adèle

Deelgemeenten: Anhée · Annevoie-Rouillon · Bioul · Denée · Haut-le-Wastia · Sosoye · Warnant

Overige dorpen en gehuchten: Maredret · Maredsous · Salet

Belgische gemeenten · arrondissement Dinant · provincie Namen · Wallonië